# Jakob Amman
Jakob Ammann (vagy másképp Jacob Amman; 1644 – kb. 1730) anabaptista vezető, és az amish vallási mozgalom névadója.
A róla szóló életrajzi információk hiányosak és spekulatívak. Az anyagok szűkössége miatt nagyon keveset tudunk a tanításairól és az életéről. A leveleiből viszont megtudható, hogy határozott személy volt, megalkuvást nem tűrt abban, amit hitt, és elvárta másoktól is, hogy „alkalmazkodjanak Krisztus és apostolai tanításaihoz.” Ellenezte a büszkeséget mutató ruházatot. Figyelmen kívül hagyta a régóta fennálló szokásokat és gyakorlatokat, ha azok nem „Isten Igéjén” alapultak.
Tagadta viszont, hogy „új hitet” próbált volna alapítani.

## Élete

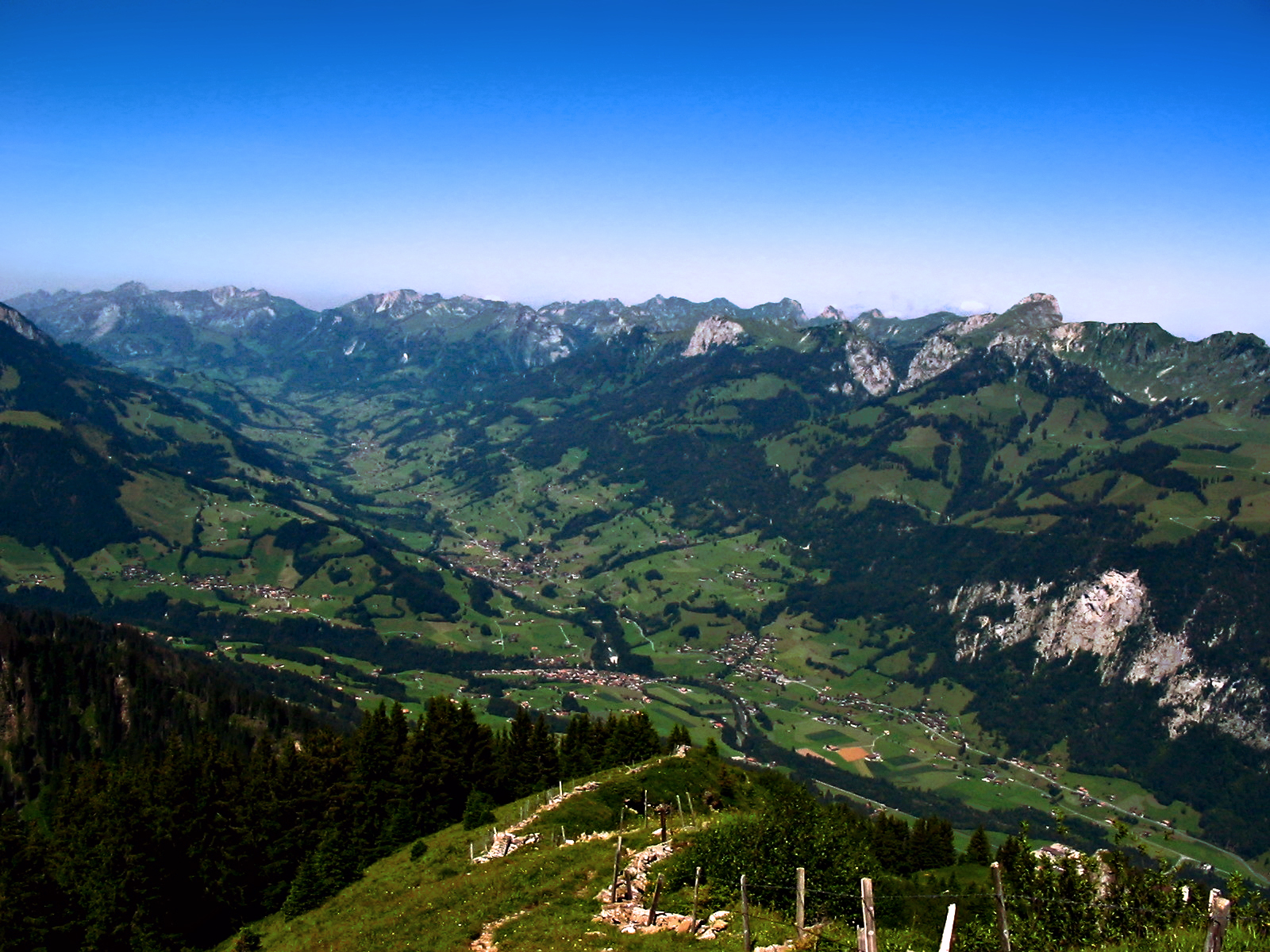
Feltételezett szülőhelye, a Simmental Svájcban

Feltehetőleg 1644-ben, Svájcban született. Megnősült és több gyermeke született. Apja és családjának több tagja is csatlakozott az anabaptista mozgalomhoz.
1680 júniusában az oberhofeni kormány levelezése tanácsot kért a berni hatóságoktól, hogy hogyan bánjanak egy Jakob Ammann nevű személlyel, aki „megfertőződött az anabaptista szektával”. Ez az első ismert utalás Ammannra mint anabaptistára. Ez valamikor 1671 és 1680 közötti áttérésre utal.
1693-ra Ammann Svájcból Heidolsheimbe, Elzászba költözött. Az 1690-es évektől a Ste-Marie-aux-Mines-i anabaptista közösség "véne". Elzászban maradt 1712 októberéig , amikor XIV. Lajos  rendeletével a környék összes anabaptistáját kiűzték. Ezt követően rá vonatkozó több feljegyzést nem találtak.
Halálának (megbízható) időpontja és helye ismeretlen.